# Processador de xarxa

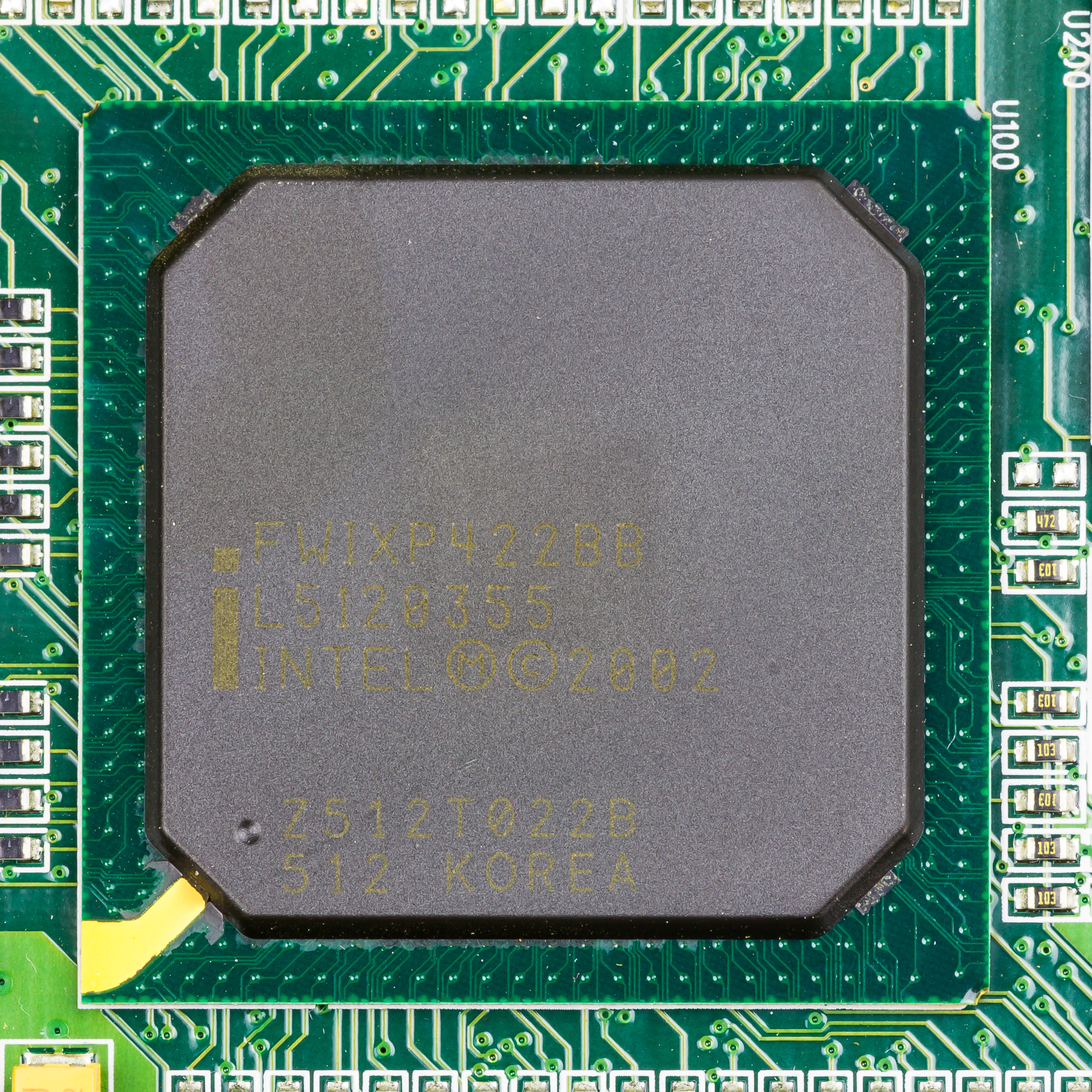
Intel FWIXP422BB

Un processador de xarxa és un circuit integrat que té un conjunt de característiques específicament dirigides al domini de l'aplicació de xarxa.
Els processadors de xarxa solen ser dispositius programables programables i tindrien característiques genèriques similars a les unitats de processament central d'ús general que s'utilitzen habitualment en molts tipus diferents d'equips i productes.
A les xarxes de telecomunicacions modernes, la informació (veu, vídeo, dades) es transfereix com a paquet de dades (anomenada commutació de paquets), que contrasta amb les xarxes de telecomunicacions més antigues que transportaven informació com a senyals analògics, com ara la xarxa telefònica commutada pública (PSTN) o analògic. Xarxes de televisió/ràdio. El processament d'aquests paquets ha donat com a resultat la creació de circuits integrats (IC) optimitzats per tractar aquesta forma de paquets de dades. Els processadors de xarxa tenen característiques o arquitectures específiques que es proporcionen per millorar i optimitzar el processament de paquets dins d'aquestes xarxes.
Els processadors de xarxa s'utilitzen en la fabricació de molts tipus diferents d'equips de xarxa, com ara:
- Encaminadors, encaminadors de programari i commutadors (processadors inter-xarxa).
- Tallafocs.
- Controladors de frontera de sessió.
- Dispositius de detecció d'intrusions.
- Dispositius de prevenció d'intrusions.
- Sistemes de monitorització de xarxes.
- Seguretat de la xarxa (criptoprocessadors segurs).

## Aplicacions
- Discriminació i reenviament de paquets o trames, és a dir, el funcionament bàsic d'un encaminador o commutador.
- Aplicació de la qualitat de servei (QoS): identificació de diferents tipus o classes de paquets i oferint un tractament preferent per a alguns tipus o classes de paquets a costa d'altres tipus o classes de paquets.
- Funcions de control d'accés: determinant si un paquet o flux de paquets específic s'ha de permetre que travessi l'equip de xarxa.
- Xifratge de fluxos de dades: els motors de xifratge basats en maquinari integrats permeten que els fluxos de dades individuals siguin xifrats pel processador.
- Processament de descàrrega TCP.[4]